# Rainforest trees of Samoa
Rainforest trees of Samoa (abreviado Rainforest Trees Samoa) es un libro con ilustraciones y descripciones botánicas que fue escrito por W. Arthur Whistler y publicado en el año 2004 con el nombre de Rainforest trees of Samoa. A guide to the common lowland and foothill forest trees of the Samoan Archipelago.